# Kałęczyny
Kałęczyny (niem. Kallenczynnen, w latach 1938-45: Lenzendorf) – wieś w Polsce położona w województwie warmińsko-mazurskim, w powiecie ełckim, w gminie Ełk.
W latach 1954–1971 wieś należała i była siedzibą władz gromady Kałęczyny, po jej zniesieniu w gromadzie Wiśniowo Ełckie. W latach 1975–1998 miejscowość administracyjnie należała do województwa suwalskiego.